# Cielo negro (película)
Cielo negro es una película dramática española de 1951 dirigida por Manuel Mur Oti y con actuación principal de Susana Canales, Fernando Rey y Luis Prendes. Está considerada una de las mejores obras de su director y un título de referencia dentro del cine español en la corriente del neorrealismo.
Es la adaptación cinematográfica de la novela corta de Antonio Zozaya Miopita. 

## Resumen
El film narra las desventuras de Emilia (Susana Canales), una humilde modista que toma prestado un lujoso vestido de la casa de modas donde trabaja para intentar encandilar a un compañero de trabajo del que se ha enamorado.

## Reparto
- Susana Canales: Emilia
- Fernando Rey: Ángel López Veiga
- Luis Prendes: Ricardo Fortun
- Teresa Casal
- Inés Pérez Indarte
- Julia Caba Alba: Fermina
- Porfiria Sanchiz
- Mónica Pastrana
- Francisco Pierrá
- Rafael Bardem
- Manuel Arbó
- Ramón Martori
- Raúl Cancio
- Casimiro Hurtado: Pepe, el camarero
- José Isbert
- Manolo Morán
- Nicolás Perchicot
- Antonio Riquelme: el Churrero[n 1] de la verbena
- Vicente Soler

## Localizaciones de rodaje[n 2]
La película fue rodada en Madrid, en especial en su Distrito Centro. Los planos de la escena final están grabados en el Viaducto de Segovia (popularmente conocido como el Puente de los Suicidas), desde donde se inicia el famoso travelling a lo largo de la Calle de Bailén hasta acabar la protagonista en el interior de la Basílica de San Francisco el Grande.

## Premios
7.ª edición de las Medallas del Círculo de Escritores Cinematográficos
| Categoría                          | Nominación     | Resultado |
| ---------------------------------- | -------------- | --------- |
| Premio especial a actriz principal | Susana Canales | Ganadora  |